# Асимптотична щільність
В теорії чисел асимптотична щільність — це одна з характеристик, які допомагають оцінити, наскільки велика підмножина множини натуральних чисел {\displaystyle \mathbb {N} }.
Інтуїтивно ми відчуваємо, що непарних чисел «більше», ніж квадратів; однак множина непарних чисел насправді не «більша» від множини квадратів: обидві множини нескінченні і зліченні, і, таким чином, можуть бути приведені у відповідність «один до одного» одна з одною. Очевидно, щоб формалізувати наше інтуїтивне поняття, потрібен кращий спосіб.
Якщо ми випадковим чином виберемо число з множини {\displaystyle \{1,2,\ldots ,n\}}, то ймовірність того, що воно належить A, дорівнюватиме відношенню кількості елементів множини {\displaystyle A\cap \{1,2,\ldots ,n\}} до числа n. Якщо ця імовірність прямує до деякої границі при прямуванні n до нескінченності, цю межу називають асимптотичною щільністю A. Очевидно, що це поняття може розглядатися як імовірність вибору числа з множини A. Дійсно, асимптотична щільність (також, як і деякі інші види щільності) вивчається в імовірнісній теорії чисел (англ. Probabilistic number theory).
Асимптотична щільність відрізняється, наприклад, від щільності послідовності. Негативною стороною такого підходу є те, що асимптотична щільність визначена не для всіх підмножин {\displaystyle \mathbb {N} }.

## Визначення
Підмножина {\displaystyle A} натуральних чисел має асимптотичну щільність {\displaystyle \alpha }, де {\displaystyle 0\leqslant \alpha \leqslant 1}, якщо границя відношення числа елементів {\displaystyle A}, що не перевершують {\displaystyle n}, до {\displaystyle n} при {\displaystyle n\to \infty } існує і дорівнює {\displaystyle \alpha }.
Більш строго, якщо ми визначимо для будь-якого натурального числа {\displaystyle n} лічильну функцію {\displaystyle a(n)} як число елементів {\displaystyle A}, що не перевершують {\displaystyle n}, то рівність асимптотичної щільності множини {\displaystyle A} числу {\displaystyle \alpha } точно означає, що
{\displaystyle \lim \limits _{n\to +\infty }{\frac {a(n)}{n}}=\alpha }.

### Верхня і нижня асимптотичні щільності
Нехай {\displaystyle A} — підмножина множини натуральних чисел {\displaystyle \mathbb {N} =\{1,2,\ldots \}.} Для будь-якого {\displaystyle n\in \mathbb {N} } покладемо {\displaystyle A(n)=\{1,2,\ldots ,n\}\cap A} і {\displaystyle a(n)=|A(n)|}.
Визначимо верхню асимптотичну щільність {\displaystyle {\overline {d}}(A)} множини {\displaystyle A} як
{\displaystyle {\overline {d}}(A)=\limsup _{n\rightarrow \infty }{\frac {a(n)}{n}}}
де lim sup — часткова границя послідовності. {\displaystyle {\overline {d}}(A)} також відоме як верхня щільність {\displaystyle A.}
Аналогічно визначимо {\displaystyle {\underline {d}}(A)}, нижню асимптотичну щільність {\displaystyle A} як
{\displaystyle {\underline {d}}(A)=\liminf _{n\rightarrow \infty }{\frac {a(n)}{n}}}
Будемо казати, що {\displaystyle A} має асимптотичну щільність {\displaystyle d(A)}, якщо {\displaystyle {\underline {d}}(A)={\overline {d}}(A)}. У цьому випадку вважатимемо {\displaystyle d(A)={\overline {d}}(A).}
Це визначення можна переформулювати:
{\displaystyle d(A)=\lim _{n\rightarrow \infty }{\frac {a(n)}{n}}}
якщо границя існує і скінченна.
Дещо слабше поняття щільності = верхня щільність Банаха; візьмемо {\displaystyle A\subseteq \mathbb {N} }, визначимо {\displaystyle d^{*}(A)} як
{\displaystyle d^{*}(A)=\limsup _{N-M\rightarrow \infty }{\frac {|A\bigcap \{M,M+1,...,N\}|}{N-M+1}}}
Якщо ми запишемо підмножину {\displaystyle \mathbb {N} } як зростаючу послідовність
{\displaystyle A=\{a_{1}<a_{2}<\ldots <a_{n}<\ldots ;n\in \mathbb {N} \}}
то
{\displaystyle {\underline {d}}(A)=\liminf _{n\rightarrow \infty }{\frac {n}{a_{n}}},}
{\displaystyle {\overline {d}}(A)=\limsup _{n\rightarrow \infty }{\frac {n}{a_{n}}}}
і
{\displaystyle d(A)=\lim _{n\rightarrow \infty }{\frac {n}{a_{n}}}}
якщо границя існує.

## Приклади
- Очевидно, d({\displaystyle \mathbb {N} }) = 1.

- Якщо для деякої множини A існує d(A), то для її доповнення маємо d(Ac) = 1 — d(A).

- Для будь-якої скінченної множини додатних чисел F маємо d(F) = 0.

- Якщо {\displaystyle A=\{n^{2};n\in \mathbb {N} \}} — множина всіх квадратів, то d(A) = 0.

- Якщо {\displaystyle A=\{2n;n\in \mathbb {N} \}} — множина всіх парних чисел, тоді d(A) = ½. Аналогічно, для будь-якої арифметичної прогресії {\displaystyle A=\{an+b;n\in \mathbb {N} \}} отримуємо d(A) = 1/a.

- Для множини P всіх простих чисел отримуємо d(P) = 0 (див. Теорема про розподіл простих чисел).

- Множина всіх безквадратних чисел має щільність {\displaystyle {\tfrac {6}{\pi ^{2}}}}

- Щільність множини надлишкових чисел міститься між 0.2474 і 0.2480.

- Множина {\displaystyle A=\bigcup \limits _{n=0}^{\infty }\{2^{2n},\ldots ,2^{2n+1}-1\}} чисел, чиє двійкове подання містить непарне число цифр, — приклад множини, що не має асимптотичної щільності, оскільки верхня щільність дорівнює

{\displaystyle {\overline {d}}(A)=\lim _{m\rightarrow \infty }{\frac {1+2^{2}+\cdots +2^{2m}}{2^{2m+1}-1}}=\lim _{m\rightarrow \infty }{\frac {2^{2m+2}-1}{3(2^{2m+1}-1)}}={\frac {2}{3}}\,,}
тоді, як нижня
{\displaystyle {\underline {d}}(A)=\lim _{m\rightarrow \infty }{\frac {1+2^{2}+\cdots +2^{2m}}{2^{2m+2}-1}}=\lim _{m\rightarrow \infty }{\frac {2^{2m+2}-1}{3(2^{2m+2}-1)}}={\frac {1}{3}}\,.}